# Csaba Bőhm
Csaba Bőhm (19 de julio de 2000) es un deportista húngaro que compite en pentatlón moderno.
Ganó una medalla de oro en el Campeonato Mundial de Pentatlón Moderno de 2024, en la prueba individual. En los Juegos Europeos de Cracovia 2023 consiguió una medalla de bronce en la misma prueba.

## Medallero internacional
| Campeonato Mundial | Campeonato Mundial | Campeonato Mundial | Campeonato Mundial |
| Año                | Lugar              | Medalla            | Competición        |
| ------------------ | ------------------ | ------------------ | ------------------ |
| 2024               | Zhengzhou (China)  | Medalla de oro     | Individual         |
| Juegos Europeos    |                    |                    |                    |
| Año                | Lugar              | Medalla            | Competición        |
| 2023               | Cracovia (Polonia) | Medalla de bronce  | Individual         |